# Cantonul La Charité-sur-Loire
Cantonul La Charité-sur-Loire este un canton din arondismentul Cosne-Cours-sur-Loire, departamentul Nièvre, regiunea Burgundia, Franța.

## Comune
| Comune                 | Populație (1999) | Cod poștal | Cod INSEE |
| ---------------------- | ---------------- | ---------- | --------- |
| Beaumont-la-Ferrière   | 138              | 58700      | 58027     |
| La Celle-sur-Nièvre    | 167              | 58700      | 58045     |
| Champvoux              | 285              | 58400      | 58056     |
| La Charité-sur-Loire   | 5.366            | 58400      | 58059     |
| Chasnay                | 143              | 58350      | 58061     |
| Chaulgnes              | 1.318            | 58400      | 58067     |
| La Marche              | 586              | 58400      | 58155     |
| Murlin                 | 107              | 58700      | 58186     |
| Nannay                 | 125              | 58350      | 58188     |
| Narcy                  | 494              | 58400      | 58189     |
| Raveau                 | 670              | 58400      | 58220     |
| Saint-Aubin-les-Forges | 439              | 58130      | 58231     |
| Tronsanges             | 356              | 58400      | 58298     |
| Varennes-lès-Narcy     | 789              | 58400      | 58302     |